# San José del Río, Chiapas
San José del Río är en ort i Mexiko.   Den ligger i kommunen Las Margaritas och delstaten Chiapas, i den sydöstra delen av landet, 900 km öster om huvudstaden Mexico City. San José del Río ligger 870 meter över havet och antalet invånare är 126.
Terrängen runt San José del Río är huvudsakligen kuperad, men norrut är den bergig. Runt San José del Río är det ganska glesbefolkat, med 30 invånare per kvadratkilometer. Närmaste större samhälle är San Isidro, 2,9 km sydväst om San José del Río. I omgivningarna runt San José del Río växer i huvudsak städsegrön lövskog.